# Гробаря
Марк Уилям Калауей (на английски: Mark William Calaway) е американски пенсиониран професионален кечист, по-известен под сценичния си прякор Гробаря, работещ в WWE (Световна федерация по кеч). Роден е на 24 март 1965 г. в Хюстън, Тексас, в семейството на Франк Калауей и Бети Труби. Има четирима по-възрастни братя: Дейвид, Майкъл, Пол и Тимъти. Завършва образованието си в гимназия „Уолтрип“. След като завършва училище, Калауей продължава образованието си в колеж „Анджелина“, а през 1985 се записва да следва спортен мениджмънт в тексаския уеслиански университет, където играе в баскетболния отбор като център в периода 1985 – 1986 г. Отпада от университета през 1986, за да преследва кариера в спорта като за известно време обмисля да се премести Европа, където да играе баскетбол, но в крайна сметка решава да се захване с професионална борба (кеч).
Марк Калауей дебютира на ринга през далечната 1984 година в WCCW (World Class Championship Wrestling), където се състезава под различни псевдоними, а през 1989 започва да се състезава в WCW (основен конкурент на WWF/E тогава) под името „Лошият Марк“ Калоус. В края на 1990 година преминава в WWF/E и оттогава насам, в продължение на 28 години е известен като Гробаря. Най-голямото постижение на Гробаря е поредицата му от победи в най-голямото шоу на компанията, Кечмания. Рекордът му е 24 победи и 2 загуби и е безпрецедентен в историята на спорта. Широко смятан за най-великия кечист, феномена има десетки рекорди и хиляди мачове през 35-годишната му кариера.

## Професионална кеч кариера

### World Wrestling Federation/Entertainment (1990-)

#### Дебют и вражди (1990 – 1994)
Калауей прави своя дебют в WWE на 19 ноември 1990. Неговият официален дебют е на 22 ноември на платеното шоу Survivor Series (Оцеляване). След Оцеляване прякорът му става отново „The Undertaker“. На неговия дебют на платеното шоу Кечмания той побеждава Джими Снука и поставя началото на серията си. След това води първата си сериозна битка срещу Ултимейт Уориър. След година прекарана в битки срещу Ренди Савидж, Сид Джъстис, Сержант Слотър и Хълк Хоган, Гробаря побеждава Хоган на „Survivor Series“, с помощта на Рик Светкавицата, за да спечели първата си титла на федерацията. През февруари 1992 г., съотборника на Гробаря, Джейк Робъртс се опитва да атакува жената на Randy Savage, Miss elizabeth, но Гробаря го спира. Двамта се бият на WrestleMania VIII, където Гробаря побеждава. На 11 януари, 1993 WWF дебютира седмичното предаване Първична сила, на което Гробаря участва в главния мач за вечерта и побеждава. В същатата година се бие срещу Гиганта Гонзалес на Кечмания IX, където отново побеждава, но поради дисквалификация. Враждата му с Йокозуна приключва с мач в ковчег за титлата на федерацията на Кралски грохот през 1994 г. Yokozuna побеждава и заедно с помощта на няколко други кечисти, заковава Гробяря в ковчег. След загубата си, Гробаря не се появява във федерацията за 7 месеца.

#### Завръщането наФеноменаи вражди (1994 – 1997)
След WrestleMania X, Ted DiBiase представя Гробар на WWF. Този Гробар обаче, изигран от Brian Lee, е мошеник и води до появата на истинския Гробар на SummerSlam 1994 г., където в главния мач той побеждава мошеника. На Survivor Series побеждава Yokozuna, в мач реванш, отново с ковчег. През по-голямата половина от 1995., Гробяря води вражди с членове от Million Dollar Corporation. На WrestleMania XI, докато Гробаря се бие срещу King Kong Bundy, Kama открадва урната му, от която той черпи силите си и го атакува. След това Гробаря побеждава Kama в мач с ковчег на SummerSlam.
По-късно в главния мач на Royal Rumble 1996, докато Гробаря се бие срещу Брет Харт за титлата на федерацията, Diesel се намесва и му коства мача. Това води до мача им на WrestleMania XII, където Гробаря печели. Следващата му битка е срещу Mankind, който се намесва в някои негови мачове. Първата им официална битка е на SummerSlam, в първия по рода си Boiler Room Brawl. В него, когато Гробаря се опитва да вземе урната от Paul Bearer, той го удря с нея и така Mankind печели. След това враждата им достига съвсем други нива, когато двамата се бият в Buried Alive match на In Your House: Buried Alive, където Гробаря печели. След това Гробаря се насочва към битка с тогавашния носител на титлата на федерацията, Vader. Двамата се бият на Royal Rumble 1997, където Vader печели, но на Wrestlemania 13 Гробаря успява да спечели титлата за втори път и да удържи серията си срещу Sycho Sid.

#### Ад в клетка и братя на унищожението (1997 – 1998)
През май 1997 г., Paul Bearer се опитва да се събере с Гробаря като в противен случай заплашва да разкрие „най-дълбоката и мрачна тайна“ на Гробаря. В историята, Bearer обявява, че Гробаря е убиец, който е подпалил погребалното бюро (в което той е живеел с родителите си и брат си и където Bearer е работил), убивайки родителите си и полубрат си. Гробаря твърди, че той няма от къде да има тази информация, но Bearer разкрива, че му е било казано от оживелия полубрат на Гробаря, Kane. По-същото време, Гробаря започва нова вражда на SummerSlam, в мача си с Брет Харт за титлата, когато специалния гост съдия Shawn Michaels го удря със стол и му коства мача и титлата. След това Гробаря предизвиква Michaels в първия по рода си мач-Ад в клетка на Badd Blood: In Your House. По време на мача, полубрата на Гробаря прави своя дебют и прави завършващото движение на Гробаря (надгробен камък) на Гробаря, позволявайки на Michaels да го тушира. Гробаря побеждава Kane на WrestleMania XIV. След един месец в мач реванш на Unforgiven: In Your House, в първия по рода си Inferno Match Гробаря отново печели. Враждата на Гробаря с Mankind е обновена и двамата се бият в мач „Ад в клетка“ на King of the Ring, който феномена спечелва. На Fully Loaded Гробаря и Stone Cold Steve Austin побеждават Kane и Mankind и спечелват отборните титли на федерацията. След 2 месеца те ги губят и Гробаря става претендент за титлата на федерацията на SummerSlam, държана по това време от Austin. Но малко преди SummerSlam, Гробаря разкрива, че той и Kane работят заедно. Гробаря губи мача, но малко след това разкрива, че той и Kane работят за Vince Mcmahon и се опитват да отърват Austin от титлата. На Breakdown: In Your House двамата братя се бият с Austin за титлата, но двамата едновременно го тушират и титлата става анулирана. Това води до мача на Judgment Day: In Your House между Гробаря и Kane и Austin като специалния гост съдия. Но Austin не обявява никого за победител. На следващата вечер, Гробаря става „злодей“ за първи път от 6 години, събира се с Paul Bearer. След това Гробаря отново се насочва към враждата му с Austin и му коства мач на Survivor Series. Това води до мач-погребан жив на Rock Bottom: In Your House между двамата, който Гробаря губи.

#### Министерство на мрака (1999)
Със създаването на Министерството на мрака, Гробаря се превръща в зла и сатанична личност. Той често повтаря, че получава нареждания от „По-голяма сила“. Цялото Министерство на мрака се състои от: The Brood (Edge, Christian and Gangrel); The Acolytes (Bradshaw and Faarooq); Mideon; and Viscera. Като част от историята, Гробаря проявява желание да отърве WWF от Vince McMahon и да управлява WWF. Това води до вражда между Министерството на мрака и Корпурацията. Гробаря води битка с Big Boss Man от Корпурацията на WrestleMania XV, в мач Ад в клетка, който Гробаря спечелва и удължава серията си до 8 – 0. Малко след това Гробаря отвлича Stephanie McMahon, поради което Vince McMahon се съюзява с Austin. Гробаря се опитва да се ожени за Stephanie на епизод на Raw is War, но Austin я спасява. На Over the Edge, Гробаря побеждава Austin за титлата с помощта на специалния гост съдия, Shane McMahon. След това Гробаря разкрива, че Vince Mcmahon е бил „По-голямата сила“ през цялото време. Това съединява Министерството на мрака и корпурацията, за да формират Корпоративното Министерство. Но след като Гробаря загубва титлата на King of the Ring срещу Austin и губи мач Първа кръв на Fully Loaded, Корпоративното Министерство се разпада. След това Гробаря се съюзява с The Big Show и двамата печелят титлите на федерацията 2 пъти. Но през септември 1999 г. в Smackdown!, Гробаря е уволнен от Vince McMahon, заради нежеланието си да участва в мач. В реалност, Гробаря си взима отпуска, за да излекува травма в слабините.

#### Американският гадняр/Мъртвец ООД (2000 – 2003)
Първоначално, Гробаря е трябвало да се завърне на турнира Royal Rumble, но поради още една контузия завръщането му става на 21 май 2000 г. на турнира Judgement Day. Феновете са в шок, когато Гробаря прави дългоочакваното си завръщане и се появява на мотор облечен с рокерски дрехи. Той се намесва в главния мач за вечерта между Скалата и Трите Хикса, като прави задушаващо тръшване на Трите Хикса.

## Хватки
- Завършващи хватки
  - Надгробен камък (Tombstone Piledriver)
  - Последно причастие (Last Ride)
  - Задушаващо Тръшване (Chokeslam)
  - Портите на Ада или Дяволския триъгълник (Hell's Gate or Devil's Triangle)
  - Странично Тръшване (Side Walk Slam)

- Копирни хватки от Кейн
  - Двойно задушаващо тръшване (Double chokeslam – с Грамадата или Кейн, на един или двама души)
  - Змийски очи (Snake eyes)
  - Старата школа (Old School)
  - Голям ботуш (Big Boot)
  - Крак брадва (Leg Drop Kick)
  - Де Де Те със засилка (Running DDT)
  - Летящ саблен удар (Flying Clothesline)
  - Странично Тръшване (Side Walk Slam)
- Адско задушаващо Тръшване (Hell choke slam – Задушаващо тръшване от върха на адската клетка)
- Мениджъри
  - Пол Беърър
  - Винс Макмеън
  - Теди Лонг
  - Брус Причард
  - Холандски Мантел
  - Бруно Лауер
- Прякори
  - „Феномена“
  - „Мъртвеца“
  - „Господарят на Тъмнината“
  - „The Last Outlaw“
  - „Американското Лошо Момче“
  - „Най-добрият нападател в WWE“
  - „Съвестта на WWE“
  - „Червения Дявол“
  - „Голямото Зло“
  - „Демона от Долината на Смъртта“
  - „Човекът от тъмната страна“
  - „Master of Mind Games“

## Титли и постижения
- Световен шампион в тежка категория (3 пъти)
- Шампион на WWE/Безспорен шампион на WWE(4 пъти)
- Хардкор шампион (1 път)
- Световен отборен шампион (6 пъти) – с Ледения Стив Остин (1), Грамадата (2), Скалата (1) и Кейн (2)
- WCW Световен отборен шампион (1 път) – с Кейн
- Кралско Меле (2007)
- Слами награди за най-добро попадение в WWF (1996)
- Слами награди за най-добра татуировка (1997)
- Слами награди за най-добра музика (1997)
- Слами награди за Звезда на всякакви размери
- Слами награди за най-добър Мач на годината (2009) срещу Шон Майкълс на КечМания 25
- Слами награди за най-добър Момент на годината (2010) срещу Шон Майкълс на КечМания 26
- Wrestling Observer Newsletter
- Пет звезден мач (1997) срещу Шон Майкълс в Адска Кледка на турнира Badd Blood
- Вражда на годината (2007) срещу Батиста
- Мач на годината (2009) срещу Шон Майкълс на КечМания 25
- Мач на годината (2010) срещу Шон Майкълс на КечМания 26
- Най-надценяван (2001)
- Най-любим кечист (2001)
- Най-лошата Вражда на годината (1993) срещу Гиганта Гонзалес
- Най-лош Мач на годината (2001) с Кейн срещу Кроник на турнира Непростимо
- Член на Залата на Славата (2022)
- Мач на годината (2012)срещу Трите Хикса на КечМания 28 мач в Адската Клетка с гост съдия Шон Майкълс
- Специалност „МАЧ В АДСКА КЛЕТКА“

## Серията му вКечмания
| Кечист                 | Кеч Мания | Рекорд |
| ---------------------- | --------- | ------ |
| Джими Снука            | 7         | 1 – 0  |
| Джейк Робъртс (Змията) | 8         | 2 – 0  |
| Гиганта Гонзалес       | 9         | 3 – 0  |
| Кинг Конг Бънди        | 11        | 4 – 0  |
| Дизел                  | 12        | 5 – 0  |
| Психаря Сид            | 13        | 6 – 0  |
| Кейн                   | 14        | 7 – 0  |
| Биг Босмен             | 15        | 8 – 0  |
| Трите Хикса            | 17        | 9 – 0  |
| Рик Светкавицата       | 18        | 10 – 0 |
| Грамадата & Еи-Треин   | 19        | 11 – 0 |
| Кейн                   | 20        | 12 – 0 |
| Ренди Ортън            | 21        | 13 – 0 |
| Марк Хенри             | 22        | 14 – 0 |
| Батиста                | 23        | 15 – 0 |
| Острието               | 24        | 16 – 0 |
| Шон Майкълс            | 25        | 17 – 0 |
| Шон Майкълс            | 26        | 18 – 0 |
| Трите Хикса            | 27        | 19 – 0 |
| Трите Хикса            | 28        | 20 – 0 |
| Си Ем Пънк             | 29        | 21 – 0 |
| Брок Леснар            | 30        | 21 – 1 |
| Брей Уайът             | 31        | 22 – 1 |
| Шейн Макмеън           | 32        | 23 – 1 |
| Роман Рейнс            | 33        | 23 – 2 |
| Джон Сина              | 34        | 24 – 2 |
| Ей Джей Стайлс         | 36        | 25 – 2 |